# Дъглас Престън
Дъглас Престън (на английски: Douglas Preston) е американски писател на бестселъри в жанра трилър.

## Биография
Дъглас Престън е роден на 20 май 1956 г. в Кеймбридж, Масачузетс, САЩ. Автор е на техно-трилъри и романи на ужасите, някои от тях самостоятелно, други заедно с писателя Линкълн Чайлд, и една с италианския журналист Марио Специ.
Учи в колежа „Кеймбридж“ в Уестън, щата Масачузетс, и в колежа Палома в Клеърмонт, Калифорния. От 1978 до 1985 г. Престън работи за Американския музей по естествена история в Ню Йорк като автор, редактор и издател на публикациите. Там започва и своята писателска кариера. Бил е редактор за списание „Curator“ и журналист за списание „Natural History“. През 1985 г. той публикува историята на музея – „Екскурзия в Американския музей по естествена история“, като описва изследователите и експедициите в миналото на музея. През 1989 и 1990 г. той преподава документалистика в университета в Принстън.
През 1986 г. Престън се мести в Ню Мексико, където се отдава на писане. Целта му е да проследи първите контакти на европейците и индианците в Америка, насилието и неуспешното търсене от конквистадора Франциско Васкес де Коронадо на легендарните Седем града на златото. Това пътешествие на хиляди мили из Америка води написване на книгата „Градове на златото: Пътешествие из американския югозапад“. Оттогава Престън предприема дълги пътувания и изследвания проследяващи исторически или праисторически пътеки. Участвал е в експедиции и в други части на света, включително пътуване дълбоко в камбоджанската джунгла в територия на Червените кхмери с малка армия от войници, за да бъде първият западняк посетил изгубения храм „Ангкор Ват“. Имал е тръпката да е първият човек от 3000 години влезнал в древна египетска гробна камера, известен като KV5, в Долината на царете.
През лятото на 2000 г. писателят Дъглас Престън се премества от щата Мейн във Флоренция с младото си семейство с намерението да напише следващата си криминална мистерия с действие, развиващо се в идиличната природа на Тоскана. Това не се случва, защото е заинтересован от неразгаданата мистерия за серийния убиец наречен Чудовището от Флоренция , автор на седем двойни убийства. Упоритото му проучване, заедно с разследващия журналист Марио Специ, и проблемите му с италианските власти са предмет на книгата му от 2008 г. „Чудовището от Флоренция“, в която двамата дават своя версия на този случай. Заради това разследване, и заради отношението му към процеса на американската студентка Аманда Нокс една от трима осъдени за убийството на британската студентка Мередит Къчър в Перуджа през 2007 г., двамата си навличат гнева на италианския прокурор Джулиано Минини. Престън твърди, че Минини основава делата си „въз основа на лъжи, суеверие и луди теории на конспирацията“. През януари 2010 г. Минини получава присъда от 16 месеца за злоупотреба с властта си и тормоз над журналисти.
През май 2011 г. Колежът „Палома“ дава на Престън степен "доктор хонорис кауза”.
Престън има двама братя: Дейвид Престън (лекар) и Ричард Престън, също известен писател. Той и съпругата му Кристин живеят в Санта Фе, Ню Мексико.

## Творчество
Повечето от пет документалните книги на Престън и петнадесет романи са бестселъри и са преведени на много езици. Заедно с Линкълн Чайлд са съавтори на едни от най-продаваните трилъри като „Музей на страха“, „Черен лед“, „Златото на Кивира“, „Бездна“, „Огън от ада“ и „Реликвата“. Романът им „Хладнокръвно отмъщение“ от август 2011 г., достига №1 в списъка на бестселърите на „New York Times“. Престън е създател на героя Уайман Форд, бивш агент на ЦРУ, който се появява в много от соловите му романи.
Освен романите с други съавтори Престън пише документални книги и романи, които са свързани с историята на американския Югозапад. Престън има и публикации за археология и история за списание „New Yorker“, „Smithsonian“, „Harper's“, „The Atlantic Monthly“, и „National Geographic“.
Книгите на Дъглас Престън заедно с Линкълн Чайлд са забележителни със своите задълбочени изследвания.

## Произведения

### Самостоятелни романи
- Jennie (1994)
Джени,
- Mount Dragon (1996) – с Линкълн Чайлд
Ключов фактор, ИК „Плеяда“ (2001), София, пред. Марин Загорчев;
Забранена зона, ИК „Ергон“ (2009), София, прев. Марин Загорчев
- Riptide (1998) – с Линкълн Чайлд 
Бездна, изд.: Ергон (2008), София, прев. Тинко Трифонов
- Thunderhead (1998) – с Линкълн Чайлд 
Златото на Кивира, ИК „Бард“ (2003), София, прев. Крум Бъчваров
- The Ice Limit (2000) – с Линкълн Чайлд
Черен лед, изд.: Коала (2001), София, прев. Тинко Трифонов
- Extinction (2024)
Измиране, ИК „Бард“ (2024), София, прев. Венцислав Божилов

### Серия „Том Броудбент“ (Tom Broadbent)
- The Codex (2003)
Тайният кодекс, изд.: Коала (2005), София, прев. Диана Райкова; изд. Райдърс Дайжтест (2009), София, прев. Милен Рисков
- Tyrannosaur Canyon (2005) (част и от серията „Уаймън Форд“)
Хищник, изд.: Коала (2006), София, прев. Диана Райкова; ИК „Ергон“ (2012), София, пред. Диана Райкова

### Серия „Уайман Форд“ (Wyman Ford)
1. Tyrannosaur Canyon (2005) (част и от серията „Том Броудбент“)
2. Blasphemy (2008)
Ден на гнева, ИК „Коала“ (2008), София, прев. Надежда Розова
3. Impact (2010)
Сблъсък, изд.:  Ергон (2010), София, прев. Васил Велчев
4. The Kraken Project (2014)
Проектът „Кракен“, ИК „Бард“ (2015), София, прев. Милко Стоименов

### Серия „Агент Пендъргаст“ (Pendergast) – сЛинкълн Чайлд
1. Relic (1995)
Реликвата, ИК „Бард“ (2004), София, прев. Камен Костов
2. Reliquary (1997)
Маршрут 666, ИК „Бард“ (2006), София, прев. Веселин Лаптев
3. The Cabinet of Curiosities (2002)
Музей на страха, изд.: Коала (2002), София, прев. Тинко Трифонов
4. Still Life with Crows (2003)
Натюрморт с гарвани, изд.: Коала (2003), София, прев. Тинко Трифонов; 24 черни птици (2012), изд.: Ергон (2012), София прев. Тинко Трифонов
5. Brimstone (2004) – Трилогия „Диоген“
Огън от ада, изд.: Коала (2006), София, прев. Тинко Трифонов
6. Dance of Death (2005) – Трилогия „Диоген“
Сърцето на Луцифер, изд.: Коала (2005), София, прев. Доротея Райкова
7. The Book of the Dead (2006) – Трилогия „Диоген“
Тайната на Сенеф, изд.: Коала (2006), София, прев. Доротея Райкова
8. The Wheel of Darkness (2007)
Колелото на мрака, изд.: Ергон (2008), София, прев. Диана Райкова
9. Cemetery Dance (2009)
Вуду, изд.: Ергон (2009), София, прев. Диана Райкова
10. Fever Dream (2010) – Трилогия „Хелен“
Трескави сънища, ИК „Ергон“ (2010), София, прев. Диана Райкова
11. Cold Vengeance (2011) – Трилогия „Хелен“
Хладнокръвно отмъщение, ИК „Ергон“ (2011), София, прев. Доротея Райкова, Радослав Райков
12. Two Graves (2012) – Трилогия „Хелен“
По пътя на отмъщението: Два гроба, ИК „Бард“ (2015), София, прев. Венцислав Божилов
13. White Fire (2013) 
Белият огън, ИК „Бард“ (2016), София, прев. Асен Георгиев
14. Blue Labyrinth (2014) 
Скръбният лабиринт, изд. „Бард“ (2017), София, прев. Асен Георгиев
15. Crimson Shore (2015) 
Аленият бряг, ИК „Бард“ (2017), София, прев. Асен Георгиев
16. The Obsidian Chamber (2016)
Обсидиановата стая, ИК „Бард“ (2018), София, прев. Асен Георгиев
17. City of Endless Night (2019)
Ловецът на глави, ИК „Бард“ (2019), София, прев. Асен Георгиев
18. Verses for the Dead (2020)
Стихове за мъртвите, ИК „Бард“ (2020), София, прев. Радослав Христов
19. Crooked River (2021)
Кривата река, ИК „Бард“ (2021), София, прев. Асен Георгиев
20. Bloodless (2022)
Обезкръвени, изд. „Бард“ (2022), София, прев. Асен Георгиев
21. The Cabinet of Dr. Leng (2023)
Кабинетът на доктор Ленг, изд. „Бард“ (2023), София, прев. Асен Георгиев
22. Angel of Vengeance (2024)

- Extraction (Pendergast #12.5), електронна книга
- The Strange Case of Monsieur Bertin (Pendergast #18.5)
- "Gaslighted: Slappy the Ventriloquist Dummy vs. Aloysius Pendergast" от Faceoff (2014) (и като ел. книга) (2014)

### Серия „Гедеон Крю“ (Gideon Crew) – сЛинкълн Чайлд
1. Gideon's Sword (2011)
Мечът на Гедеон, ИК „Бард“ (2011), София, прев.  Крум Бъчваров
2. Gideon's Corpse (2012)
Трупът на Гедеон, ИК „Бард“ (2012), София, прев.  Венцислав Божилов
3. The Lost Island (2014)
4. Beyond the Ice Limit (2017)
5. The Pharaoh Key (2019)

### Серия „Нора Кели“ (Nora Kelly) – с Линкълн Чайлд
- Old Bones (2019)
Стари кости, изд. „Бард“ (2020), София, прев. Асен Георгиев
- The Scorpion's Tail (2021)
Опашката на скорпиона, изд. „Бард“ (2021), София, прев. Асен Георгиев
- Diablo Mesa (2022)
Диабло меса, изд. „Бард“ (2022), София, прев. Асен Георгиев
- Dead Mountain (2023)
Мъртвата планина, изд. „Бард“ (2023), София, прев. Асен Георгиев

### Новели
- Gaslighted: Slappy the Ventriloquist Dummy vs. Aloysius Pendergast (2014) – с Линкълн Чайлд и Р. Л. Стайн

### Други
- Fourteen days (2024) – в съатворство
Четиринайсет дни: литературен проект на американската писателска гилдия: колективен роман (), ИК „Бард“ (204), София, прев. Милена Илиева

### Документалистика
- Dinosaurs in the Attic: An Excursion into the American Museum of Natural History (1986)
- Cities of Gold: A Journey across the American Southwest in Pursuit of Coronado (1992)
- Talking to the Ground: One Family's Journey on Horseback across the Sacred Land of the Navajo (1995)
- The Royal Road: El Camino Real from Mexico City to Santa Fe (1998) – с Хосе Антонио Ескуибель
- Ribbons of Time: The Dalquest Research Site [фотография на Walter W. Nelson, текст на Престън] (2006)
- The Monster of Florence (2008) – с Марио Специ
Чудовището от Флоренция, ИК „Ергон“ (2011), София, прев. Мирела Стефанова
- Trial By Fury: Internet Savagery and the Amanda Knox Case (2013)
- The Forgotten Killer: Rudy Guede and the Murder of Meredith Kercher (2014) – с Джон Дъглас
- The Lost City of the Monkey God (2017)
Изгубеният град, ИК „Ера“ (2017), София, прев. Емилия Карастойчева
- The Lost Tomb: And Other Real-Life Stories of Bones, Burials, and Murder (2023)
Изгубената гробница и други истински истории за кости, погребения и убийства, ИК „Ера“ (2024), София, прев. Радослав Христов